# Дедулешть (Бреїла)
Дедулешть, Дедулешті (рум. Dedulești) — село у повіті Бреїла в Румунії. Входить до складу комуни Мірча-Воде.
Село розташоване на відстані 128 км на північний схід від Бухареста, 46 км на захід від Бреїли, 146 км на північний захід від Констанци, 59 км на південний захід від Галаца, 149 км на схід від Брашова.

## Населення
За даними перепису населення 2002 року у селі проживали 1033 особи, усі — румуни. Усі жителі села рідною мовою назвали румунську.